# Мечи колобус
Мечият колобус (Colobus vellerosus) е вид бозайник от семейство Коткоподобни маймуни (Cercopithecidae). Видът е световно застрашен, със статут Уязвим.

## Разпространение
Разпространен е в Бенин, Гана, Кот д'Ивоар, Нигерия и Того.